# Hokej na ledu na Zimskih olimpijskih igrah 1964
Hokej na ledu je bil na Zimskih olimpijskih igrah 1964 desetič olimpijski šport. Hokejski olimpijski turnir je potekal med 27. januarjem in 9. februarjem 1964. Zlato medaljo je osvojila sovjetska reprezentanca, srebrno švedska, bronasto pa češkoslovaška, v konkurenci šestnajstih reprezentanc, prvič tudi jugoslovanske, ki je osvojila štirinajsto mesto. Olimpijski turnir je štel tudi za Svetovno hokejsko prvenstvo.

## Dobitniki medalj
| Zlato | Srebro | Bron |
| Sovjetska zvezaViktor Konovalenko Boris Zajcev Vitalij Davidov Edvard Ivanov Aleksander Ragulin Viktor Kuzkin Konstantin Loktev Aleksander Almetov Venjamin Aleksandrov Jevgenij Majorov Vjačeslav Staršinov Boris Majorov Leonid Volkov Viktor Jakušev Anatolij Firsov Oleg Zajcev Stanislav Petuhov | ŠvedskaKjell Svensson Lennart Häggroth Gert Blomé Nicke Johansson Roland Stoltz Bert-Ola Nordlander Nils Nilsson Ronald Pettersson Lars-Eric Lundvall Eilert Määttä Anders Andersson Ulf Sterner Carl-Göran Öberg Sven Tumba Johansson Uno Öhrlund Hans Mild Lennart Johansson | ČeškoslovaškaVladimír Dzurilla Vladimír Nadrchal Rudolf Potsch František Tikal František Gregor Stanislav Sventek Ladislav Šmíd Vlastimil Bubník Jaroslav Walter Miroslav Vlach Jiří Dolana Jiří Holík Josef Černý Stanislav Prýl Jozef Golonka Jaroslav Jiřík Jan Klapáč |

## Končni vrstni red
1. Sovjetska zveza
2. Švedska
3. Češkoslovaška
4. Kanada
5. ZDA
6. Finska
7. Nemčija
8. Švica
9. Poljska
10. Norveška
11. Japonska
12. Romunija
13. Avstrija
14. Jugoslavija
15. Italija
16. Madžarska